# Angelonia goyazensis
Angelonia goyazensis är en grobladsväxtart som beskrevs av G. Bentham. Angelonia goyazensis ingår i släktet Angelonia och familjen grobladsväxter. Inga underarter finns listade i Catalogue of Life.